# TM Racing
TM Racing è una azienda italiana che costruisce motociclette e motori da kart fondata nel 1977 nella città di Pesaro.
La sigla TM deriva dalle iniziali di Thomas e Mirko, i nomi dei figli dei 2 fondatori.

## Storia
Fondatori sono stati Claudio Flenghi (esperto motorista) e Francesco Battistelli (esperto telaista ed appassionato di motocross). Flenghi proveniva da importanti esperienze presso MotoBi e Benelli, entrambi partirono da elaborazioni di modelli esistenti fino al 1976, anno nel quale crearono la loro moto dotata del loro motore. All'inizio un pezzo unico creato quasi per diletto, si dimostrò molto efficace sui campi di gara.
Questo spinse i due amici a dare vita ad un'azienda propria e quindi a fondare l'anno successivo la TM. Presentandosi al Salone di Milano di quell'anno le moto TM ebbero subito un inaspettato successo, per cui in fretta e furia si trasferì la produzione dalla piccola officina di Flenghi ad un vero e proprio stabilimento in via Fano a Pesaro. Già nel 1978 TM produsse ben 200 moto da cross. L'anno successivo vengono presentate le versioni enduro.
Parallelamente alle moto la TM sviluppa e produce anche kart, anch'essi dimostratisi molto competitivi e tuttora in produzione. Seguendo inoltre le nuove tendenze di mercato, negli ultimi anni alla gamma cross ed alla gamma enduro si è aggiunta la gamma supermoto.
Negli anni si è assistito al passaggio del settore fuoristrada verso i motori a 4 tempi. Ha sviluppato una famiglia di motori nelle cilindrate 250, 400 e 530 cm³.
Recente è l'evoluzione del motore 400 cm³ in 450 cm³.
Nel 2006 la AMA, ossia la federazione motociclistica statunitense, ha cambiato i regolamenti per i campionati AMA Amateur per consentire a delle motociclette con motore 144 cm³ 2 tempi di gareggiare contro le 250 cm³ 4 tempi, dietro delle pressioni esercitate dalla KTM.
Anche in Europa è stato consentito a dei 144 di competere contro i 250 nella categoria MX2, solamente però nei campionati europei.
TM Racing, con un grande sforzo progettuale, è stata la prima azienda, bruciando la concorrenza, a presentare e a mettere in vendita la sua 144 2T.
La 144 di TM non è una 125 "kittata" bensì una moto vera e propria con un motore totalmente riprogettato, non solamente nel gruppo termico.
Fino al 2007 i telai utilizzati da TM per le moto in commercio sono stati dei perimetrali in acciaio al cromo molibdeno. A partire dal 2008 dopo aver testato adeguatamente il telaio in campo di gara con la MX-F 450 di Manuel Priem TM ha presentato i nuovi modelli con telaio perimetrale in alluminio.
Nel 2023, TM Racing ha cessato la sua attività con questa denominazione, scindendosi in due società TM Moto e TM Kart.